# Дом Кусова
Дом Кусова — памятник архитектуры. Расположен в Санкт-Петербурге, современный адрес дома — 1-я линия Васильевского острова, 58.
Изначально, в XVIII веке, территория дома 58 принадлежала двум разным владельцам. В 1792—1793 годах участки получил купец И. В. Кусов, по заказу которого Л. Руска создал проект двухэтажного здания (объединившего два ранее стоявших здесь дома). В 1828 году дом выкупил Попечительский совет Ведомства императрицы Марии, заказавший приспособление здания для нужд больницы. Д. Квадри выполнил заказ, сохранив внешний вид дома. В середине второго этажа была расположена церковь Святой Марии-Магдалины (закрыта в 1918 или в 1922 году, позднее восстановлена в бывшем здании котельной), северный дворовой флигель стал жилым корпусом. Больница была открыта после переделки в октябре 1829 года.
Здание прямоугольное в плане, к нему примыкают дворовые флигели. Главный фасад обращён к набережной Макарова. Центр дома подчёркнут шестью пилястрами коринфского ордера, объединяющих этажи и завершённых фронтоном с дентикулами. Первый этаж рустован, боковые части фасада раскрепованы.
Изначально интерьеры здания были отделаны лепкой, позолотой, живописными плафонами; вероятно, ими занимался К. Скотти. Сохранилась отделка вестибюля, перекрытого коробовым сводом с кессонами, трёхмаршевая главная лестница украшена декоративными вазами. В помещениях бывшей столовой и церкви сохранилась лепнина, карнизы с модульонами.